# (3773) Smithsonian
(3773) Smithsonian es un asteroide perteneciente al cinturón de asteroides, descubierto el 23 de diciembre de 1984 por el equipo del Observatorio Oak Ridge desde la Estación George R. Agassiz en Harvard (Massachusetts), Estados Unidos.

## Designación y nombre
Designado provisionalmente como 1984 YY. Fue nombrado Smithsonian en homenaje al estadounidense Instituto Smithsoniano.